# Arenaria qinghaiensis
Arenaria qinghaiensis är en nejlikväxtart som beskrevs av Y.W. Tsui och L.H. Zhou. Arenaria qinghaiensis ingår i släktet narvar, och familjen nejlikväxter. Inga underarter finns listade i Catalogue of Life.